# Opaleniec (województwo mazowieckie)
Opaleniec (niem. Opalenietz, w latach 1904–1945 Flammberg) – wieś sołecka w Polsce położona w województwie mazowieckim, w powiecie przasnyskim, w gminie Chorzele. Leży przy drodze krajowej nr 57.
W latach 1975–1998 miejscowość administracyjnie należała do województwa ostrołęckiego.

## Historia
Wieś istniała w 1550 i była tzw. wsią kościelną. 
Przed I wojną światową dwa razy do roku odbywały się w Opaleńcu targi graniczne. W czasie dwudziestolecia międzywojennego niedaleko Opaleńca biegła granica niemiecko-polska (Opaleniec/Opalenietz był po stronie niemieckiej), we wsi znajdował się urząd celny.
Centralnym punktem wsi jest kościół ewangelicko-augsburski wybudowany w 1878 wraz z dobudowanymi budynkami nawiązującymi do gotyckiej architektury. Od 1988 jest własnością prywatną.